# Shakira
Shakira Isabel Mebarak Ripoll, känd under artistnamnet Shakira, född 2 februari 1977 i Barranquilla, är en colombiansk Grammybelönad och platinasäljande sångerska och låtskrivare. Sedan 24 oktober 2003 är hon goodwill-ambassadör för FN (Unicef).
Shakira är betraktad som den största latinska sångerskan genom tiderna med mer än 80 miljoner sålda album hittills (2021). Hon är också den enda sydamerikanska artisten som presenterats med singlar på US Billboard Hot 100, Australiens ARIA Chart och UK Singles Chart i Storbritannien. Under sin karriär har sångerskan mottagit två Grammy Awards, sju Latin Grammy Awards, tolv Billboard Latin Awards Music Awards, och har även nominerats till en Golden Globe..
År 2011 belönades Shakira med en stjärna på Hollywood Walk of Fame.

## Biografi

### Tidiga år och debut
Under ett år medverkade hon i den colombianska TV-serien (El Oasis) och gav 1995 ut skivan Pies Descalzos ("Barfota").

### Genombrottet
Uppföljaren, ¿Dónde Están los Ladrones? ("Var är tjuvarna?") kom 3 år efter debutskivan. Framgången blev enorm med över 10 miljoner sålda skivor. På skivan fanns bland annat singlarna "Inevitable" och "Ojos Así".

### Världsturné
Shakira blev snabbt mycket populär i den spansktalande världen. Efter studier i engelska gav hon ut skivan Laundry Service, inriktad på den engelsktalande marknaden. Albumet blev med över 20 miljoner sålda skivor ett av de bäst säljande världen under år 2002 och singeln "Whenever, Wherever" blev särskilt populär. 

### Turnéer och fler skivor
Shakira: Live & Off The Record, en DVD/CD med 10 låtar från hennes världsturné 2002-03, kom i mars 2003.[källa behövs] Turnén gick under namnet The Tour of the Mongoose (Mungo-turnén).
Efter turnén kom två studioalbum: det spanskspråkiga Fijación Oral Vol. 1 och det efterföljande engelskspråkiga Oral Fixation Vol. 2, som båda gavs ut år 2005.

### Nya album och fotbolls-VM
År 2009 gavs nästa skiva ut, She Wolf. Året därpå kom sången "Waka Waka (This Time for Africa)" som den officiella VM-låten för Världsmästerskapet i fotboll 2010 i Sydafrika. Under hösten år 2010 kom hennes studioalbum Sale el Sol och i mars 2014 gavs Shakira ut.
Den 13 juli 2014 framförde Shakira en specialskriven sång för ett VM i fotboll, denna gång låten "Dare (La La La)" under avslutningsceremonin på Maracanastadion för Världsmästerskapet i fotboll 2014 i Brasilien.

## Familjeliv
Shakira är dotter till Nidia Ripoll Torrado och William Mebarak Chadid. Modern är av spanskt påbrå och faderns föräldrar var från Libanon. 
Shakira hade under lång tid ett förhållande med Antonio de la Rúa, son till den argentinske presidenten Fernando de la Rúa, från år 2000 till år 2010. I mars 2011 bekräftade hon sitt förhållande med den spanske fotbollsspelaren Gerard Piqué i FC Barcelona. Parets första barn föddes 22 januari 2013. Den 29 januari 2015 föddes parets andra son.

## Andra engagemang
År 1997 startade Shakira stiftelsen "Fundación Pies Descalzos" (Barefoot Foundation) till hjälp för barn med svåra levnadsförhållanden i hemlandet.
Shakira var sedan hösten 2003 officiell goodwill-ambassadör för FN-organet Unicef, tills hon avgick 20 februari 2012.

## Diskografi

### Studioalbum
- 1991 - Magia (endast utgiven som vinyl i Colombia)
- 1993 - Peligro (endast utgiven som vinyl i Colombia)
- 1995 – Pies Descalzos
- 1998 – ¿Dónde Están los Ladrones?
- 2001 – Laundry Service
- 2005 – Fijación Oral Vol. 1
- 2005 – Oral Fixation Vol. 2
- 2009 – She Wolf
- 2010 – Sale el Sol (engelsk utgåva: The Sun Comes Out)
- 2014 – Shakira
- 2017 – El Dorado
- 2024 – Las Mujeres Ya No Lloran

## Filmografi
- 1996 – El Oasis
- 2016 - Zootopia

## Turnéer
- 1996-1997 - Tour Pies Descalzos
- 2000 - Tour Anfibio
- 2002-2003 - Tour of the mongoose
- 2006-2007 - Oral Fixation Tour
- 2010-2011 - The Sun Comes Out Tour
- 2018 - El Dorado World Tour